# Sridhara
  Sridhara  (bengalí: শ্রীধর আচার্য)  (Bengala, c. 870 - c. 930), també anomenat Śrīdharācārya, fou un matemàtic indi, probablement del segle x. Res es coneix de la seva vida, fins al punt que la seva datació ha estat controvertida.

## Obra
Es conserven, parcialment, dues obres seves d'aritmètica: el Patiganita i el Patiganitasara o Trisatika (un resum de l'anterior). Els dos llibres estan escrits en vers (com era habitual a l'Índia en aquella època) i no donen demostracions de les fórmules que proporcionen.
La fórmula més original que s'hi troba és la de l'equació de segon grau que, explicada en vers, és com segueix:
Multiplica les dues bandes de l'equació per quatre vegades el coeficient de la incògnita al quadrat. Afegeix a les dues bandes el quadrat del coeficient de la incògnita. Aleshores, treu l'arrel quadrada.
En notació moderna seria:
Equació original
{\displaystyle ax^{2}+bx=c}
En multiplicar per {\displaystyle 4a}
{\displaystyle 4a^{2}x^{2}+4abx=4ac}
En afegir {\displaystyle b^{2}}
{\displaystyle 4a^{2}x^{2}+4abx+b^{2}=4ac+b^{2}}
En treure l'arrel quadrada
{\displaystyle 2ax+b={\sqrt {4ac+b^{2}}}}
No dona cap indicació sobre si cal prendre els dos valors en treure l'arrel quadrada.
Alguns autors li atribueixen altres tractats matemàtics, com el Ganitapancavismi, però la seva autoria és més que dubtosa.